# اف‌سکیور
شرکت اف‌سکیور(Data Fellows سابق) یک شرکت فنلاندی تولیدکننده نرم‌افزارهای امنیتی و ضدویروس مستقر در هلسینکی می‌باشد. این شرکت دفاتری در مالزی و آمریکا دارد که کار تحلیل ضدویروس و توسعه نرم‌افزاری آنرا به‌طور مداوم انجام می‌دهند. شرکت اف‌سکیور سهام خود را تحت شاخص FSC1V در بورس هلسینکی عرضه کرده‌است. این شرکت ادعا می‌کند که اولین شرکت فروشنده نرم‌افزارهای ضدویروس است که محصولات خود را از طریق شبکه جهانی وب ارائه کرده‌است.

## تاریخچه
اف‌سکیور اولین بار تحت نام Data Fellows توسط پتری آلاس و ریستو سیلاسمآ در سال ۱۹۸۸ پایه‌گذاری شد. کار این شرکت در ابتدا آموزش کاربران رایانه و ساخت پایگاه داده‌های سفارشی بود. سه سال بعد، شرکت نخستین کار اصلی خود را در زمینه پروژه‌های نرم‌افزاری با ارائه اولین اسکنر با قابلیت شناسایی هوشمندانه برای نرم‌افزارهای ضدویروس آغاز کرد. در سال ۱۹۹۴اف‌سکیور اولین نرم‌افزارضدویروس را برای رایانه‌های دارای سیستم‌عامل ویندوز منتشر کرد. نام این شرکت در سال ۱۹۹۹ از Data Fellows به F-Secure تغییر یافت.

## محصولات
محصولات اف‌سکیور برای کاربران خانگی به‌شرح زیر است :
- F-Secure Internet Security ۲۰۱۰
- F-Secure Anti-Virus ۲۰۱۰
- F-Secure Mobile Security
- F-Secure Online Backup
- F-Secure Home Server

و محصولات آن برای کاربران تجاری شامل:
- F-Secure Protection Service
- F-Secure Client Security
- F-Secure for Exchange
- F-Secure Policy Manager Framework
- F-Secure Messaging Security Gateway
- F-Secure Linux Security

## تکنولوژِی
اف‌سکیور با چندین شرکت امنیتی در زمینه استفاده از تکنولوژی سامانه‌های تشخیص ویروسها که در محصولات این شرکت‌ها به‌کار رفته و ادغام آن‌ها با نرم‌افزارهای امنیتی خود همکاری داشته‌است. جدیدترین شرکتی که اف‌سکیور با آن‌ها همکاری داشته، شرکت بیت‌دفندر می‌باشد.